# Kanonji
Kanonji (japanska: 観音寺市?, Kanonji-shi) är en stad i Kagawa prefektur i Japan. Staden fick stadsrättigheter 1955.
Stadens namn skrivs ibland på romaji som Kan'onji eller Kan-Onji, detta för att markera att namnet uttalas kan-on-ji och inte ka-non-ji.